# جاي بويرمان (سياسي)
جاي بويرمان هو محامي وسياسي أمريكي، ولد في 15 أغسطس 1876 في Hesper Township, Winneshiek County, Iowa ‏ في الولايات المتحدة، وتوفي في 25 أكتوبر 1957 في بورتلاند في الولايات المتحدة. نشط حزبياً في الحزب الجمهوري. وقد انتخب حاكم ولاية أوريغون ‏ (17 يونيو 1910 – 11 يناير 1911).